# Catherine Ringer
Catherine Ringer (Suresnes, 18 de outubro de 1957) é uma cantora, compositora, dançarina e atriz francesa. Ficou conhecida como integrante do duo Les Rita Mitsouko, ao lado de Fred Chichin, com quem contribuiu para a popularização de uma sonoridade híbrida de rock alternativo, pop e elementos teatrais na cena musical francesa.

## Biografia
Catherine Ringer é filha do pintor Sam Ringer, sobrevivente do Holocausto. Teve formação em dança, teatro e artes performáticas. Nos anos 1970, participou de produções teatrais e filmes alternativos, destacando-se pela abordagem provocadora e experimental.

## Carreira

### Les Rita Mitsouko
Em 1980, formou o duo Les Rita Mitsouko com o guitarrista Fred Chichin. O grupo tornou-se conhecido por integrar elementos do punk, rock e música eletrônica com a estética da chanson française. O primeiro grande sucesso foi a canção "Marcia Baïla", lançada em 1984, uma homenagem à coreógrafa argentina Marcia Moretto.
A dupla lançou seis álbuns de estúdio e obteve diversos êxitos comerciais e de crítica até o falecimento de Chichin, em 2007. Outros singles populares incluem "Andy", "C'est comme ça" e "Le petit train".

### Carreira solo
Após um breve afastamento, Ringer retomou a carreira solo e lançou em 2011 o álbum Ring n’ Roll. Em 2017, lançou o disco Chroniques et fantaisies, que foi bem recebido pela crítica especializada e consolidou sua trajetória independente.

## Estilo artístico
Ringer é reconhecida por sua presença cênica marcante, forte expressividade vocal e por incorporar elementos do teatro e da performance em suas apresentações. Sua obra é frequentemente descrita como uma fusão entre o universo do cabaret, da música pop e do experimentalismo.

## Vida pessoal
Foi companheira de Fred Chichin até sua morte. O casal teve três filhos. Ringer raramente comenta sua vida privada, mantendo foco em sua produção artística.

## Discografia

### Com Les Rita Mitsouko
- Rita Mitsouko (1984)
- The No Comprendo (1986)
- Marc et Robert (1988)
- Système D (1993)
- Cool Frénésie (2000)
- La Femme Trombone (2002)

### Solo
- Ring n’ Roll (2011)
- Chroniques et fantaisies (2017)

## Canções notáveis
- "Marcia Baïla"
- "Andy"
- "C'est comme ça"
- "Les histoires d'A"
- "Y'a d'la haine"